# 'Ain Ghazal
Ain Ghazal ('Ain Ghazal, ʿayn ġazāl عين غزال) es un importante yacimiento arqueológico del Neolítico situado en la periferia de la ciudad de Amán, Jordania.

## Introducción
El sitio está ubicado en Amán, la capital de Jordania, entre los barrios de Tariq y Basman en la periferia de la ciudad. El sitio fue descubierto en 1974 durante la construcción de la autopista que conecta Amán con Zarqa. La excavación comenzó en 1982 después de que parte del yacimiento fuera afectado por la construcción de la carretera y la urbanización de la zona. A pesar del daño causado por la expansión urbana, una parte muy considerable del yacimiento se conservó y fue posteriormente excavada en varias campañas arqueológicas durante los años 1980 y 1990. Uno de los hallazgos arqueológicos más notables salió a la luz en 1983 durante las primeras excavaciones. Se trataba de un gran pozo de 2,5 metros que contenía estatuas antropomórficas de yeso. El sitio fue incluido en el World Monuments Watch 2004 por la World Monuments Fund dada la amenaza del desarrollo urbano en la conservación del sitio.
La ocupación de 'Ain Ghazal (en árabe, 'Fuente de la Gacela') comienza en el Neolítico Precerámico B Medio (MPPNB en inglés) y cuenta con sucesivas fases de ocupación en el Neolítico Precerámico B Final (LPPNB), el Neolítico Precerámico C (PPNC) y el Neolítico Cerámico. La fase ocupacional más importante es durante el MPPNB, que se divide, a su vez, en dos fases. La Fase I comienza alrededor del 8300 a. C. y termina c. 7950 a. C., mientras que la Fase II termina c. 7550 a. C. Este yacimiento es uno de los principales ejemplos de los asentamientos del Neolítico Precerámico B, y especialmente, del MPPNB, un periodo de esplendor donde se consolida en el Próximo Oriente la transición Neolítica desde grupos de cazadores-recolectores seminómadas a campesinos sedentarios que vivían en grandes poblados.
Para la fase MPPNB de 'Ain Ghazal se estima una población de 259-1349 individuos con un área de 3,01-4,7 hectáreas. Se argumenta que al comienzo del MPPNB, 'Ain Ghazal tenía un tamaño de aproximadamente 2 ha que llegó a alcanzar las 5 ha al final del MPPNB. En este momento, su población estimada era de 600 a 750 personas o de 125 a 150 personas por hectárea. En su época de mayor extensión, durante el LPPNB alrededor del año 7000 a. C., el sitio llegó a ocupar de 10 a 15 ha de extensión, y pudo haber habitado por c. 3000 personas (mucho mayor que la población estimada para el asentamiento contemporáneo de Jericó). Sin embargo, después del 6500 a. C., se observa una disminución del área del poblado y una reducción drástica de la población en solo unas pocas generaciones, probablemente debido a la degradación ambiental asociada con el evento climático 8.2 cal B.P. 'Ain Ghazal continuó siendo habitada tras este periodo ya dentro del Neolítico Cerámico entre el c. 6400 a. C. y el 5000 a. C.

## Localización y dimensiones
'Ain Ghazal está situado en un contexto ecológico muy favorable para las comunidades neolíticas en un lugar adyacente al río Zarqa (Wadi Zarqa), el curso de agua más importante de las tierras altas jordanas. Se encuentra a una altitud de 720 m sobre el nivel del mar dentro de una zona de bosque mediterráneo con el desierto de estepa al este. El yacimiento se asienta en un terreno aterrazado en la ladera de un valle donde se construyeron casas rectangulares de adobe que generalmente albergaban una habitación principal cuadrada y una antesala más pequeña. Las paredes estaban revocadas con barro en el exterior y con enlucidos de cal en el interior. Estas revocaduras eran renovadas cada pocos años.
Los datos paleoecológicos recuperados en las excavaciones arqueológicas sugieren que los terrenos circundantes estaban cubiertos de bosques que ofrecían a los habitantes una amplia variedad de recursos económicos. Asimismo, en los alrededores inmediatos del sitio había tierra arable que permitía el desarrollo de la agricultura, beneficiada también por un acceso garantizado al agua gracias al río Zarqa. Estas variables son atípicas de muchos de los principales sitios neolíticos en el Cercano Oriente, varios de los cuales están ubicados en entornos marginales. Sin embargo, a pesar de su aparente riqueza, el área de 'Ain Ghazal es sensible desde el punto de vista climático y ambiental debido a su proximidad con la fluctuante frontera entre estepas y bosques que ha caracterizado esta zona durante todo el Holoceno.

## Economía
Como otros asentamientos del MPPNB, las evidencias arqueológicas indican que los habitantes de 'Ain Ghazal cultivaban cereales (cebada y especies antiguas de trigo), legumbres (guisantes, habas y lentejas) y garbanzos en los terrenos adyacentes al poblado. Los datos sugieren que las leguminosas, principalmente lentejas y guisantes, fueron los cultivos preferidos. También se ha recuperado un amplio conjunto de plantas silvestres comestibles. Los restos óseos de animales sugieren que ya pastoreaban cabras y probablemente ovejas y vacas. No obstante, el carácter doméstico de estos animales sigue estando en cuestión para este período. En el PPNB de 'Ain Ghazal, las cabras eran una especie importante y se usaban en un sentido doméstico, aunque no parecen haber desarrollado todavía las características morfológicas de cabras domésticas. Muchas de las falanges recuperadas exhiben patologías que sugieren ataduras. La evidencia zooarqueológica también señala que se consumió una amplia variedad de especies salvajes, indicando que la caza seguía siendo una actividad importante en el sitio. Se han identificado más de 50 taxones, incluidas gacelas, bóvidos, équidos, cerdos y mamíferos más pequeños como el zorro o la liebre.

## Genética

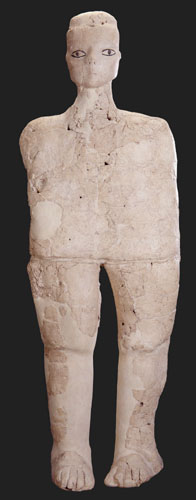
Venus de Ein Gazal.

Los análisis de ADN antiguo han servido para conocer la composición de la población que habitó 'Ain Ghazal. Los resultados señalan que la población del Neolítico Precerámico B estaba compuesta principalmente por dos poblaciones diferentes: un grupo descendiente de los natufienses y otro procedente del noreste de Anatolia. El haplogrupo E1b1b1b2 ha sido observado en el 75% de los individuos de 'Ain Ghazal analizados, el cual también aparece en un 60% de las poblaciones PPNB muestreadas hasta el momento, y en la mayoría de los individuos del Natufiense con información genética. El haplogrupo T1a (T-M70) se ha registrado en los habitantes del Neolítico Precerámico B medio avanzado (MPPNB/LPPNB), pero no entre la población precedente, lo que sugiere la llegada de personas desde el norte, donde este haplogrupo está presente con anterioridad.

## Cultura

### Estatuas

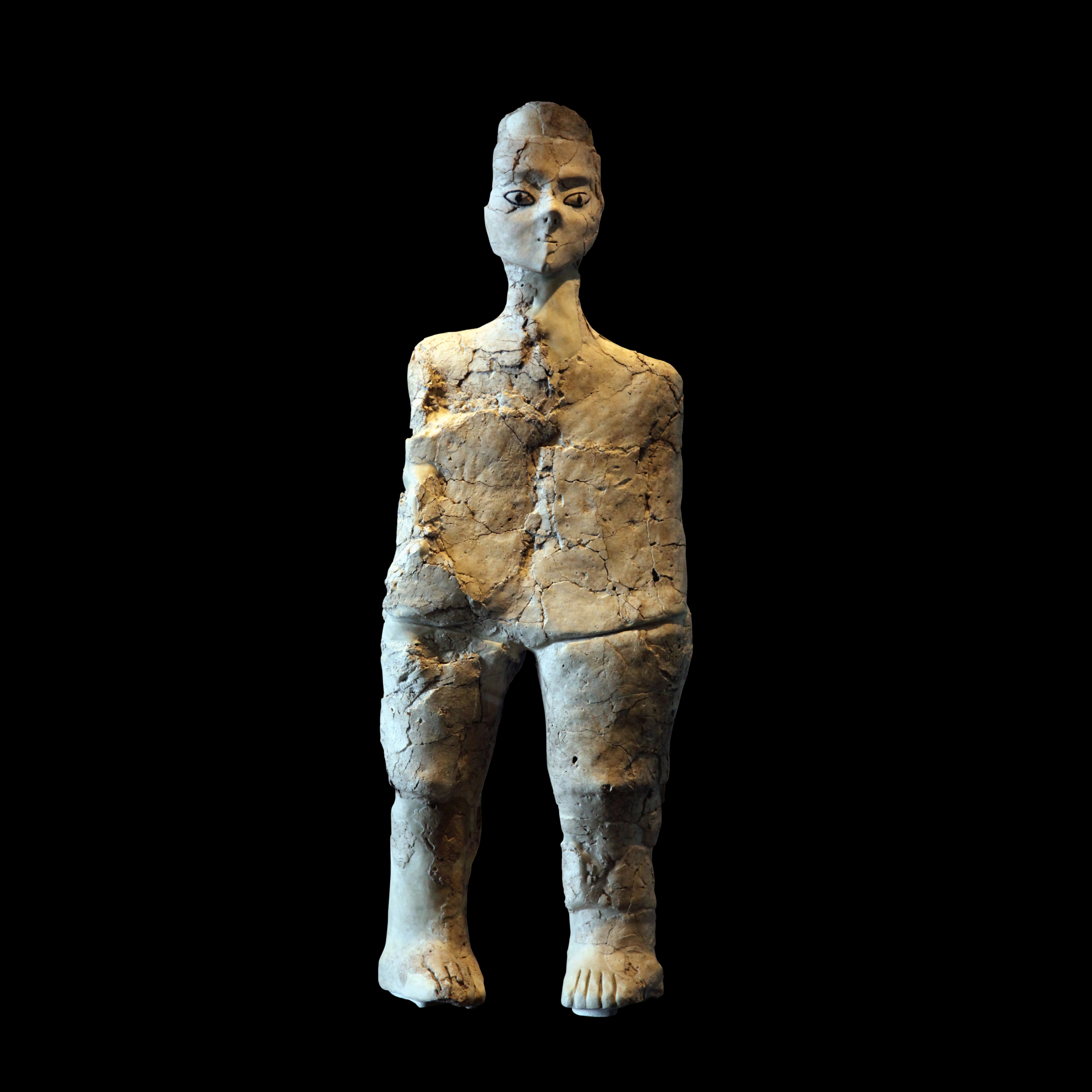
Estatua de 'Ain Ghazal

'Ain Ghazal es famoso por un conjunto de estatuas antropomorfas que se encontraron enterradas dentro de algunas fosas situadas junto a algunos edificios que pudieron haber tenido funciones rituales durante el MPPNB. Estas estatuas son figuras humanas de tamaño medio modeladas en yeso blanco alrededor de un núcleo elaborado con manojos de juncos amarrados. Los ojos fueron creados utilizando conchas con una pupila de betún y un iris de dioptasa. Un total de 32 de esas figuras se encontraron en dos fosas, 15 de ellas completas, 15 bustos y 2 cabezas fragmentadas. Tres de los bustos tenían dos cabezas. También han aparecido otras figuras antropomorfas y de animales elaboradas en barro. En total se han recuperado 195 figuras (40 antropomorfas y 155 de animales) que proceden principalmente del MPPNB. En concreto, el 81% de las figuras pertenecen al MPPNB, mientras que solo el 19% fueron hallados en los niveles arqueológicos del LPPNB (Late Pre-pottery Neolithic B) y PPNC (Pre-pottery Neolithic C). La gran mayoría de las figuras representan a los animales que son domesticados durante el PPNB y algunas fueron apuñaladas deliberadamente en las regiones que representan sus partes vitales, siendo posteriormente enterradas bajo las casas. Otras figuras fueron quemadas y luego desechadas con el resto de la basura doméstica. Además de las estatuas monumentales, se encontraron pequeñas fichas de arcilla y piedra, algunas con incisas con formas geométricas o naturalistas en ‘Ain Ghazal.

### Prácticas funerarias
Las prácticas funerarias del PPNB se caracterizan por una gran complejidad y diversidad incluyendo sepulturas primarias, extracción del cráneo y otros huesos, y depósitos secundarios. Muchas de las sepulturas fueron realizadas en los suelos de las casas y otras, en cambio, cerca de los muros de estructuras ya abandonadas. Eran por lo general tumbas primarias donde los cuerpos eran colocados en posición fetal. No todas las sepulturas fueron re-para la extracción del cráneo, lo que ha llevado a sugerir diferencias sociales entre los individuos. Este tratamiento se ha interpretado tradicionalmente como una representación de rituales relacionados con la veneración de los muertos o alguna forma de «culto a los antepasados». Sin embargo, en los últimos años también se han planteado hipótesis alternativas como rituales de castigo.